# Leichtathletik-Halleneuropameisterschaften 2019/Teilnehmer (Bosnien und Herzegowina)
| Gelbes Symbol für Goldmedaillen mit stilisierten Olympischen Ringen | Graues Symbol für Silbermedaillen mit stilisierten Olympischen Ringen | Braundes Symbol für Bronzemedaillen mit stilisierten Olympischen Ringen |
| ------------------------------------------------------------------- | --------------------------------------------------------------------- | ----------------------------------------------------------------------- |
| —                                                                   | —                                                                     | —                                                                       |

Aus Bosnien und Herzegowina starteten drei Athleten bei den Leichtathletik-Halleneuropameisterschaften 2019 in Glasgow.

## Ergebnisse

### Männer

#### Laufdisziplinen
| Athlet             | Disziplin | Vorlauf        | Vorlauf | Halbfinale         | Halbfinale         | Finale             | Finale             |
| Athlet             | Disziplin | Zeit           | Platz   | Zeit               | Platz              | Zeit               | Platz              |
| ------------------ | --------- | -------------- | ------- | ------------------ | ------------------ | ------------------ | ------------------ |
| Abedin Mujezinović | 800 m     | 1:49,26 min PB | 16      | nicht qualifiziert | nicht qualifiziert | nicht qualifiziert | nicht qualifiziert |
| Amel Tuka          | 800 m     | 1:47,95 min    | 1       | 1:50,41 min        | 7                  | 1:47,91 min        | 6                  |

#### Sprung/Wurf
| Athlet      | Disziplin   | Qualifikation | Qualifikation | Finale  | Finale |
| Athlet      | Disziplin   | Weite         | Platz         | Weite   | Platz  |
| ----------- | ----------- | ------------- | ------------- | ------- | ------ |
| Mesud Pezer | Kugelstoßen | 21,08 m SB    | 6             | 20,69 m | 6      |